# Abdul Haq (muyahidín)
Abdul Haq (Jalalabad, Afganistán, 23 de abril de 1958 - 26 de octubre de 2001) fue un afgano pastún que luchó como comandante muyahidín contra el Ejército Soviético y los comunistas afganos de la República Democrática de Afganistán en el marco de la intervención soviética en Afganistán entre 1978 y 1989.
Haq se involucró en la lucha contra el gobierno comunista afgano en 1977, inicialmente sin apenas apoyos; uno de sus primeros apoyos fue la facción Hizb-i-Islami, liderado por Mohammad Yunus Jalis. Durante la guerra, Haq coordinó las actividades guerrilleras de los muyahidines rebeldes en la provincia de Kabul. Tras la victoria islámica y la caída del Estado Socialista en 1992, Haq gozó de gran reconocimiento por sus habilidades tácticas y valentía, lo que le ayudó a escalar posiciones en el liderazgo del país.
Haq fue ministro de Seguridad Interior en el Estado Islámico de Afganistán, que había sido creado tras la caída del anterior gobierno comunista en abril de 1992. La continuación de la guerra civil afgana al negarse el primer ministro, Gulbuddin Hekmatyar, a compartir el poder con otros partidos llevó a Haq a rechazar el cargo de ministro del Interior y abandonar el país con destino Dubái, donde se convirtió en un exitoso comerciante. En 1998 se convirtió en mediador de paz de las Naciones Unidas. En enero de 1999 unos desconocidos entraron en la casa de Hayatabad, asesinando a su esposa y a uno de sus hijos.
A partir de 1999 se inició en Afganistán un proceso para unir a distintos grupos étnicos para derrocar al régimen talibán. Massoud unió a los tayikos, hazaras y uzbekos, así como varios comandantes pastunes bajo un frente único. Algunos comandantes que habían pertenecido al aparato militar talibán también se unieron al plan para derrocarlos, lo que escenificó la pérdida de apoyo hacia los talibanes incluso de los grupos pastunes.
A raíz de los ataques terroristas del 11 de septiembre de 2001 contra los Estados Unidos, Abdul Haq entró en Afganistán desde Pakistán con el fin de poner en marcha el plan de insurrección contra el gobierno talibán. Algunas fuentes especulan que la CIA apoyó esta iniciativa. Otras fuentes afirman que el exdirector de la CIA George Tenet informó que, por recomendación de Bud McFarlane, los funcionarios de la CIA se reunieron con Abdul Haq en Pakistán y después de evaluar sus capacidades le instaron a no entrar en Afganistán.
Ya en el interior de Afganistán, sus intenciones quedaron al descubierto, y después de una espectacular persecución fue capturado por los talibanes y ejecutado por traición. Tras el suceso, muchos informadores apuntaron a la CIA como segundo responsable de su muerte por no haber intentado su liberación. Haq era uno de entre muchos líderes rebeldes afganos que se oponían a la invasión estadounidense de Afganistán.